# Hydrocynus vittatus
A Hydrocynus vittatus a csontos halak (Osteichthyes) főosztályának sugarasúszójú halak (Actinopterygii) osztályába, ezen belül a pontylazacalakúak (Characiformes) rendjébe és az Alestidae családjába tartozó faj.

## Előfordulása

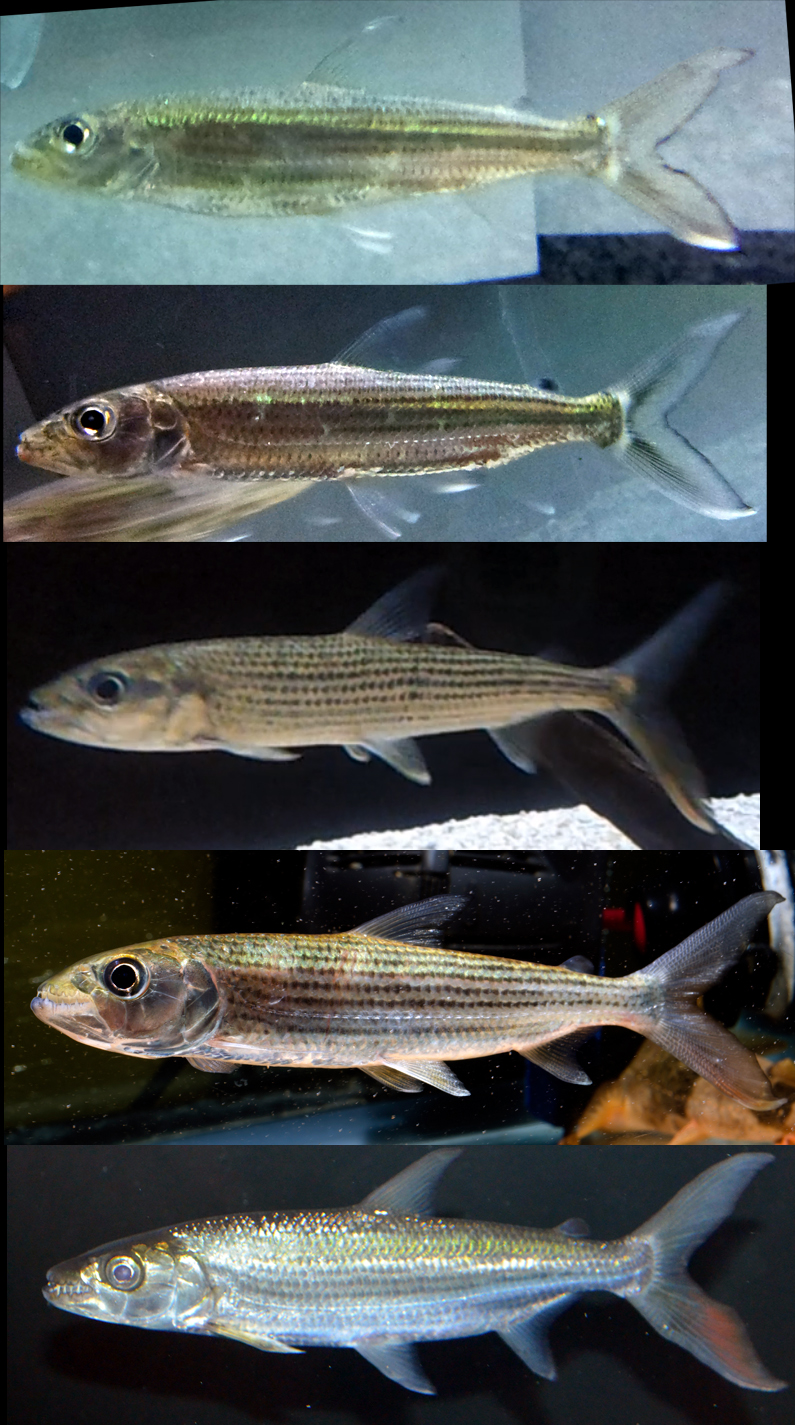
Fentről az első a Hydrocynus vittatus

A Hydrocynus vittatus előfordulási területe Afrika nagyobb folyói és tavai. Ez a halfaj a következő folyókban és tavakban lelhető fel: Niger, Bénoué, Ouémé, Szenegál, Volta, Mono, Cross- és Sanaga-medencék, Nílus, Omo, Kongó, Lufira, Lualaba, Luapula, Zambézi, Limpopo, Rovuma, Shire, Rufiji, Ruaha, Csád-tó, Bangweulu-tó, Mweru-tó, Tanganyika-tó, Upemba-tó, Rukwa-tó, Kariba-tó, Malagarazi-tó, Okavango és a Pongolótól délre eső alföldi részek.

## Megjelenése
Ez a hal elérheti a 105 centiméteres hosszúságot; a nősténye legfeljebb 74 centiméteres. 39,8 centiméteresen már felnőttnek számít. A legnehezebb kifogott példány 28 kilogrammot nyomott. Az oldalvonal és a pikkelyes mellúszó töve között két pikkelysor húzódik. A hátúszóján 10, a farok alatti úszóján 15 sugár van. A hátúszó és a zsírúszó végei feketék. A farokúszó villásan kettéágazik és ennek is a végei feketék.

## Életmódja
Trópusi és édesvízi ragadozó hal, amely a nagy folyók és tavak nyíltabb részein él. Főleg a mederfenék közelében tartózkodik, ahol fel-le vándorol a táplálékszerzés céljából. A 22-28 Celsius-fokos vízhőmérsékletet kedveli. Az oxigénnel jól ellátott, melegebb szakaszokat részesíti előnyben, ahol nagy rajokba verődve egyéb halakra vadászik. Legfőbb zsákmányai a Brycinus, Micralestes, Barbus és Limnothrissa.
Legfeljebb 8 évig él.

## Felhasználása
Az elterjedési területén élő emberek ipari mértékben halásszák; főleg azért is mert az ember által kedvelt egyéb halakat felfalja. A Hydrocynus vittatust a sporthorgászok is kedvelik.